# Stippgrütze

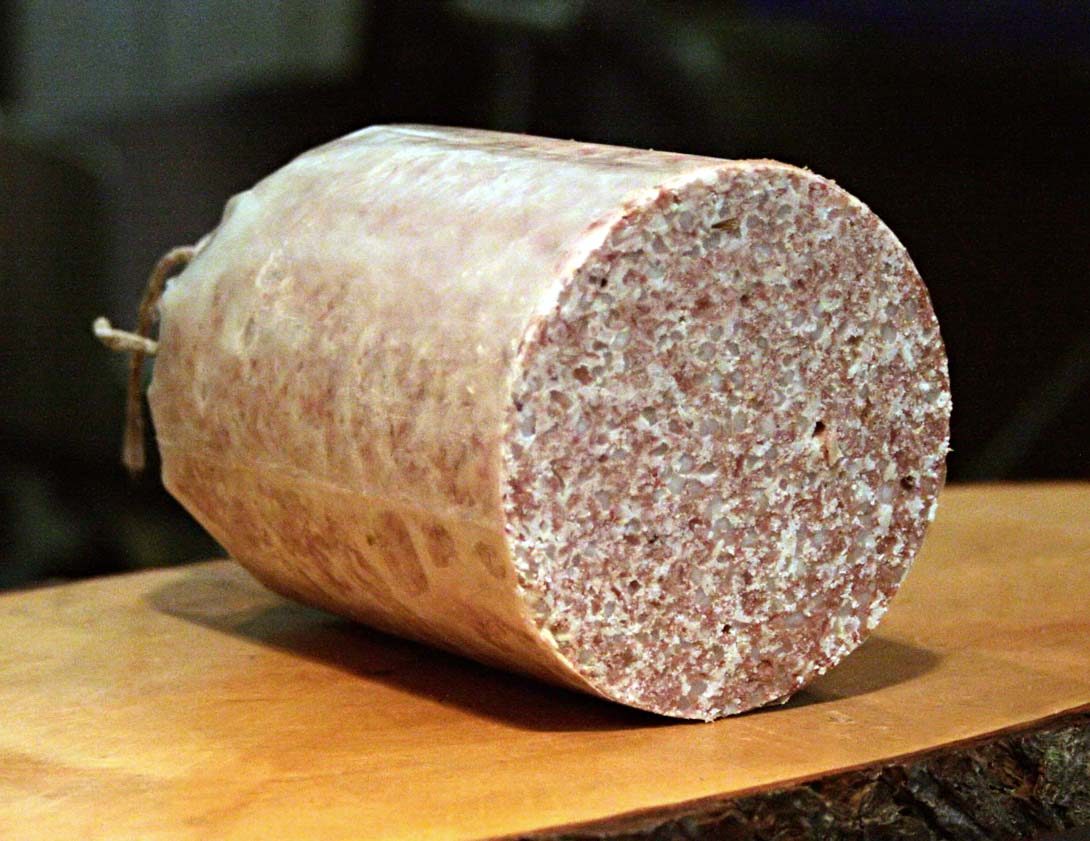
Die Handelsform erklärt den Namen „Wurstebrei“

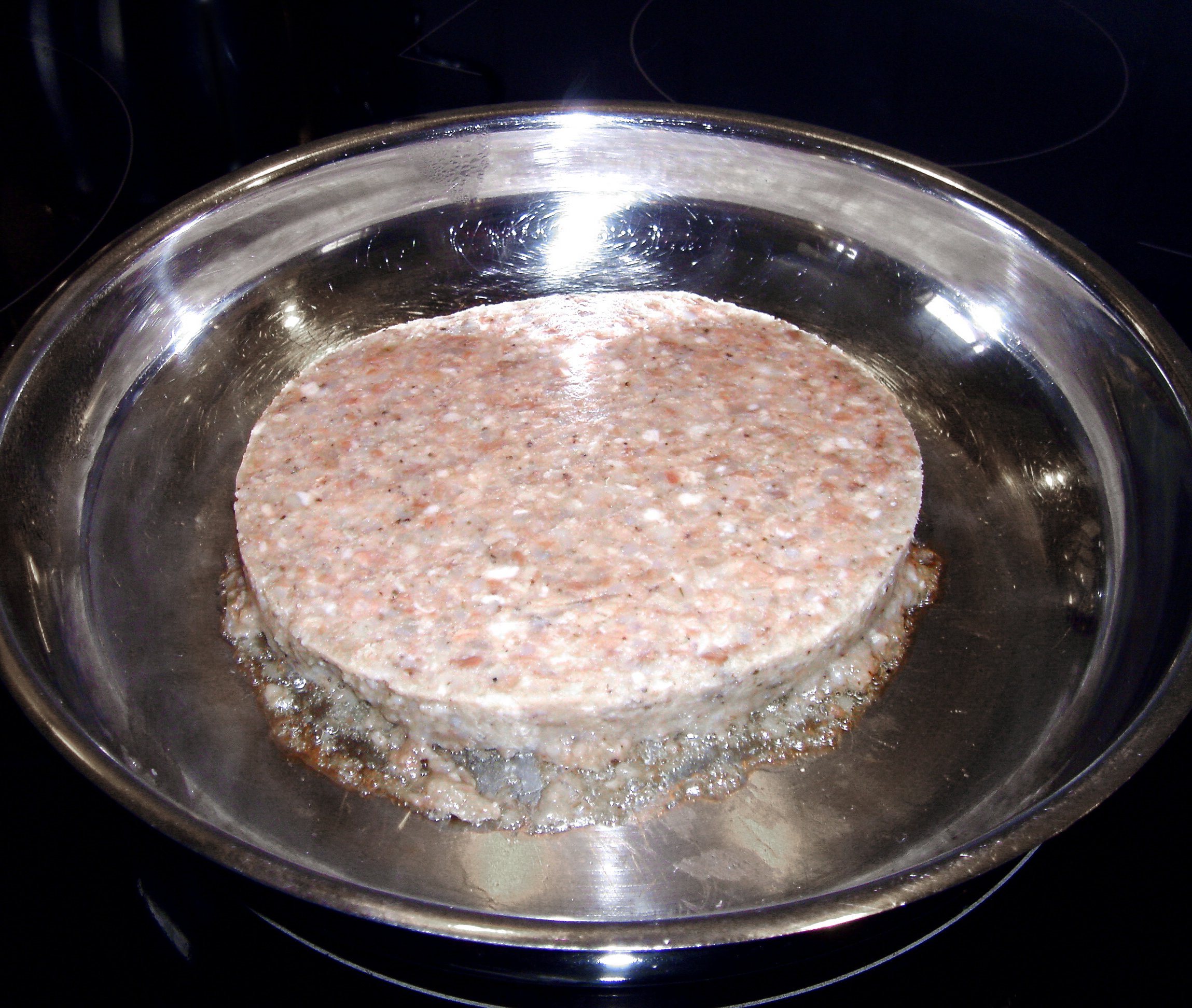
Eine Scheibe Stippgrütze wird ohne Fett angebraten

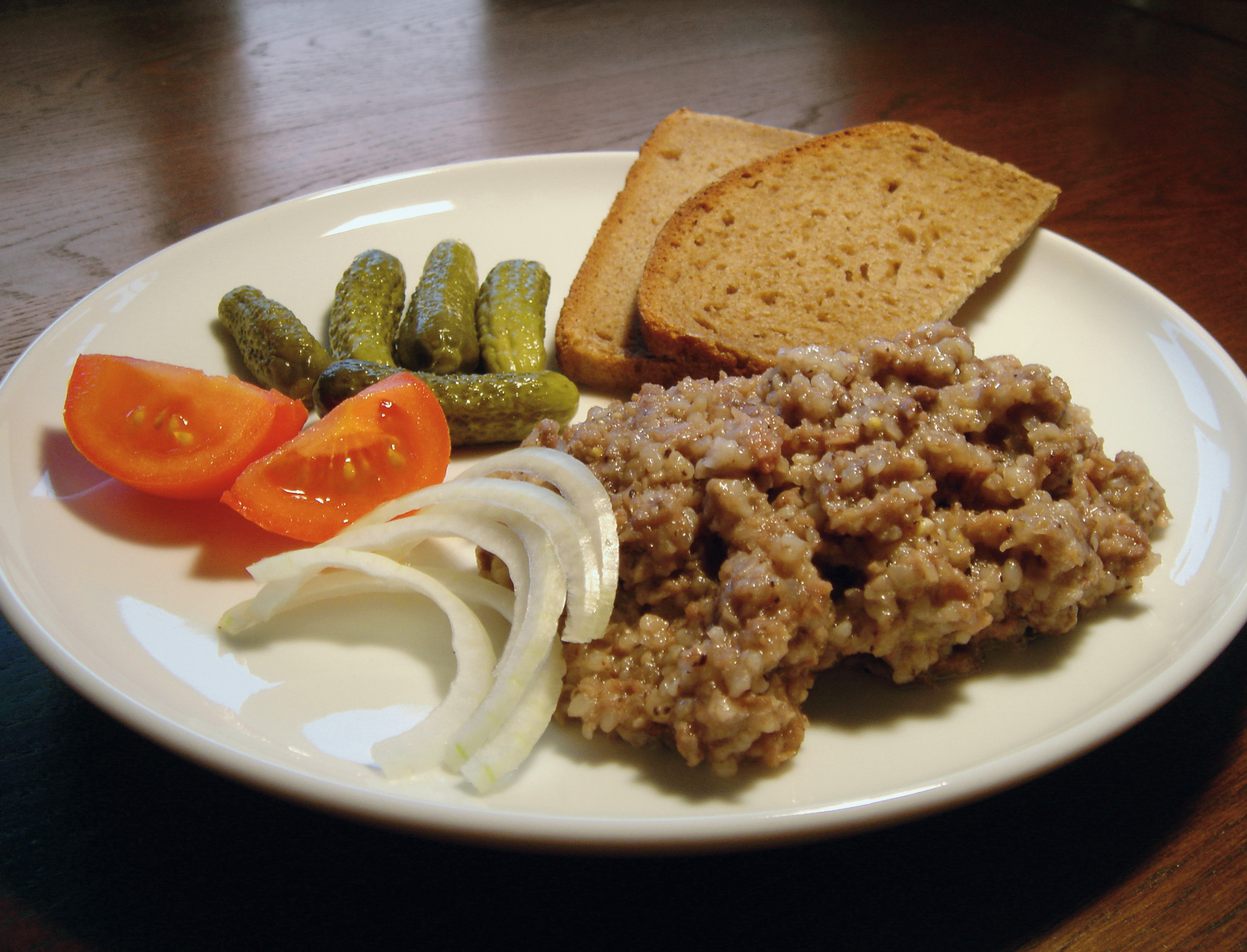
Stippgrütze fertig serviert

Stippgrütze, auch Wurstebrei oder Speise genannt, ist eine der Grützwurst oder dem Knipp ähnliche westfälische Spezialität. Im niedersächsischen Osnabrücker Land ist die Speise auch als „Stopsel“ geläufig. Sie besteht aus in Wurstbrühe gekochter Gerstengrütze, die mit Fleischresten, auch Innereien, wie Herz, Nieren oder auch Leber angereichert und mit Gewürzen und Salz abgeschmeckt wird. Selten werden feingeschnittene Zwiebeln hinzugefügt. Die gekochten Zutaten werden nach Abgießen der Brühe im Fleischwolf zerkleinert und es entsteht eine krümelige, mit Fett durchsetzte Masse, die beim Abkühlen erstarrt. Es gibt diverse Rezepte, die in jedem Fall die Verwendung von Gerstengrütze, Fett und Fleisch gemeinsam haben.
Ein klassisches Rezept enthält Schweinenieren oder Herz, Bauchfleisch mit Schwarte, Schmalzgrieben, Gerstengrütze, Wasser, Salz, Pfeffer, Piment, Thymian. Die Nährwerte variieren, eine Portion hergestellt aus ca. 300 g Schweinefleisch und 60 g Grütze wird angegeben mit etwa 850 kJ.
Durch den relativ hohen Fettgehalt ist Stippgrütze haltbar und wird oft auch eingekocht oder eingefroren, sodass sie über den Winter verbraucht werden kann. Die Saison für Stippgrütze beginnt mit den traditionellen Schlachtfesten im Oktober oder November und reicht bis ins zeitige Frühjahr.
Im Handel wird Stippgrütze gewöhnlich in Wurstform im klaren Kunststoffdarm mit etwa 12 cm Durchmesser angeboten. Zur Zubereitung wird ein größeres Stück in der Pfanne ohne zusätzliches Fett angebraten, bis eine feste Kruste an der Unterseite entsteht, gelegentlich noch aufgerührt und weitergebraten. Es entsteht eine breiige Masse, daher auch die Bezeichnung Wurstebrei.
Serviert wird Stippgrütze heiß aus der Pfanne und in der Regel zum Abendbrot zusammen mit, oder direkt auf grobem Roggenbrot verzehrt. Als Hauptgericht mittags werden im Regelfall Salz- oder Bratkartoffeln dazu gereicht. Eine gute Alternative sind Apfelmus und gekochte Kartoffeln, teilweise gehört zur Stippgrütze eine Gewürzgurke oder auch eingelegte Rote Beete. Die Säure unterstützt die Verdauung und Verträglichkeit dieses fettreichen Essens. Aufgrund des hohen Fettanteils wird Stippgrütze auch gerne als „Unterlage“ vor dem Alkoholgenuss gegessen.
Die Verwendung von gekochten Innereien zusammen mit grob gemahlenem Getreide existiert in vielen Kulturen und galt früher als Arme-Leute-Essen. Beispiele sind der ganz ähnlich hergestellte schottische Haggis aus Hafer und Schafsinnereien oder die schwedische Pölsa.